# Hits Remixed
Hits Remixed é a segunda coletânea de remixes da cantora pop Miley Cyrus, interpretando as canções como seu alter ego ficcional Hannah Montana. Foi o 5º álbum de Hannah Montana. Foi lançado no dia 19 de Agosto de 2008,  exclusivamente nas lojas Wal-Mart nos Estados Unidos. O álbum contém faixas das trilhas anteriores, Hannah Montana e Hannah Montana 2. O álbum ficou na 103ª posição do Billboard 200. Todas as canções foram remixadas por Marco Marinangeli e Simone Sello.

## Sobre
Hits Remixed foi vendido exclusivamente no dia 19 de Agosto de 2008 pela companhia americana Wal-Mart, nos Estados Unidos. Mais tarde, cerca de 1 ano depois, foi lançado internacionalmente.

## Faixas
| Edição Comum   |                                   |         |  |
| N.º            | Título                            | Duração |  |
| 1.             | "Pumpin' Up the Party" (Remix)    | 3:14    |  |
| 2.             | "The Other Side of Me" (Remix)    | 2:57    |  |
| 3.             | "Rock Star" (Remix)               | 3:06    |  |
| 4.             | "We Got the Party" (Remix)        | 3:53    |  |
| 5.             | "Who Said" (Remix)                | 3:01    |  |
| 6.             | "Nobody's Perfect" (Remix)        | 3:13    |  |
| 7.             | "The Best of Both Worlds" (Remix) | 2:50    |  |
| 8.             | "If We Were a Movie" (Remix)      | 3:08    |  |
| Duração total: | Duração total:                    | 25:18   |  |

## Paradas Musicais
| Parada (2008)      | Melhor Posição |
| ------------------ | -------------- |
| U.S. Billboard 200 | 103            |
| U.S. Top Kid Audio | 4              |

## Histórico de Lançamento
| Região         | Data                   | Gravadora           | Formato              |
| -------------- | ---------------------- | ------------------- | -------------------- |
| Estados Unidos | 19 de Agosto de 2008   | Walt Disney Records | CD, Download Digital |
| Austrália      | 11 de Setembro de 2009 | Walt Disney Records | CD, Download Digital |
| Áustria        | 11 de Setembro de 2009 | Walt Disney Records | CD, Download Digital |
| México         | 11 de Setembro de 2009 | Walt Disney Records | CD, Download Digital |
| Suíça          | 11 de Setembro de 2009 | Walt Disney Records | CD, Download Digital |